# Гродно (замок)
Замок Гродно (пол. Zamek Grodno, нем. Kynsburg) — один из памятников средневековой рыцарской архитектуры Нижней Силезии.
Замок находится на вершине горы Хоина (450 м над уровнем моря) в деревне Загуже-Слёнске в гмине Валим в Валбжихском повяте Нижнесилезского воеводства Польши. Построил его в XIII веке вероятно князь Болеслав I Суровый из силезской ветви династии Пястов. Во времена Тридцатилетней войны Шведы заняли его и частично разрушили.

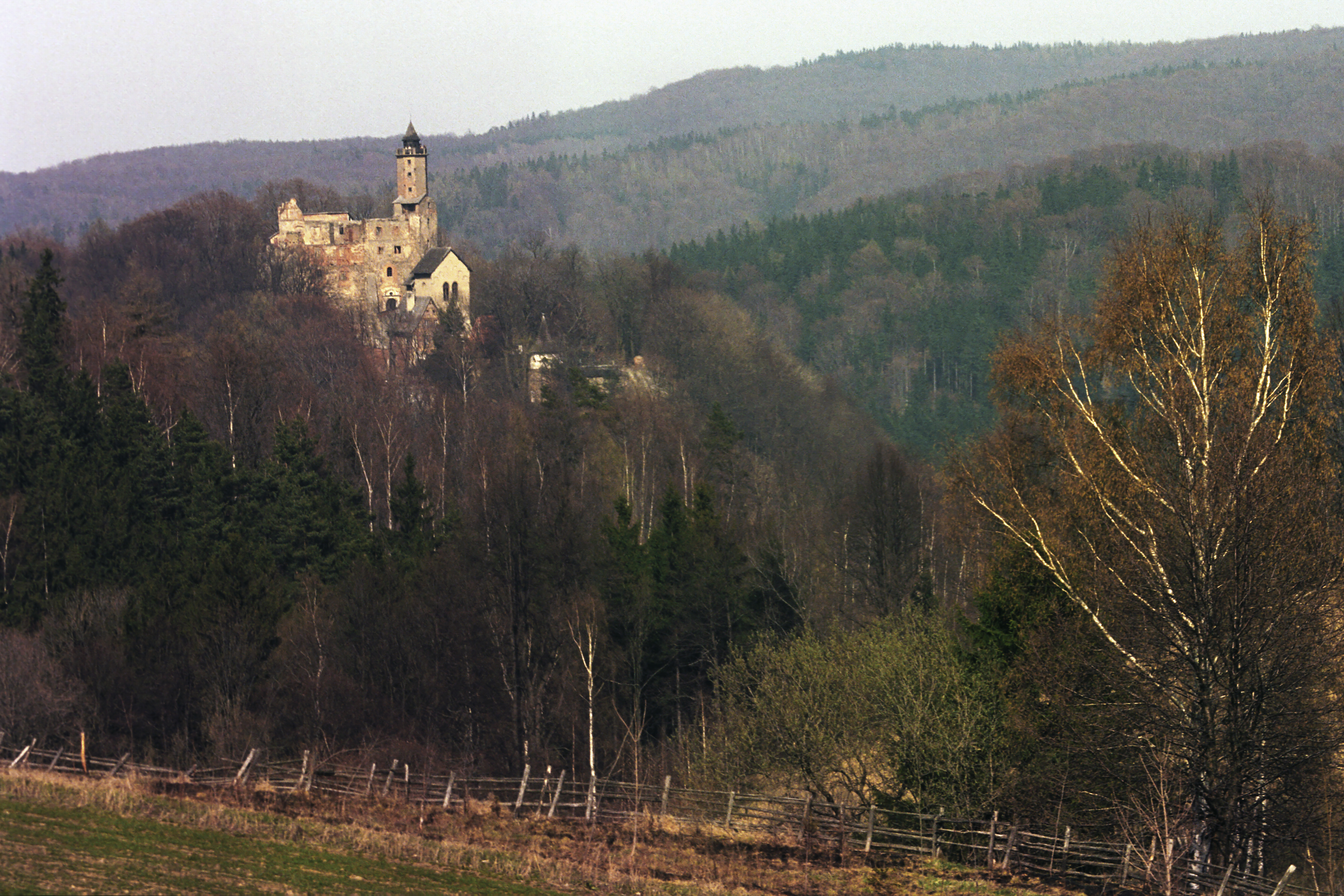
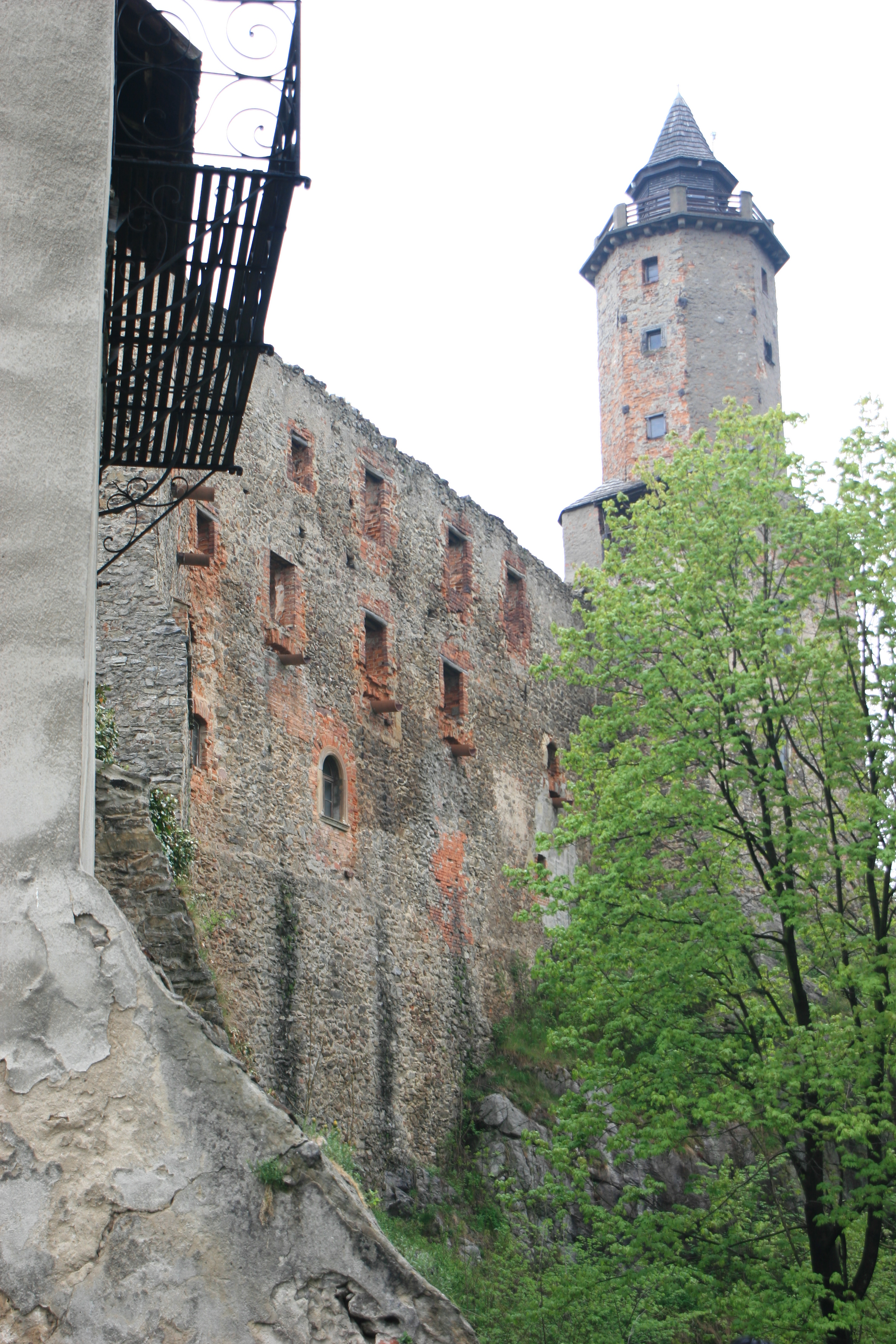
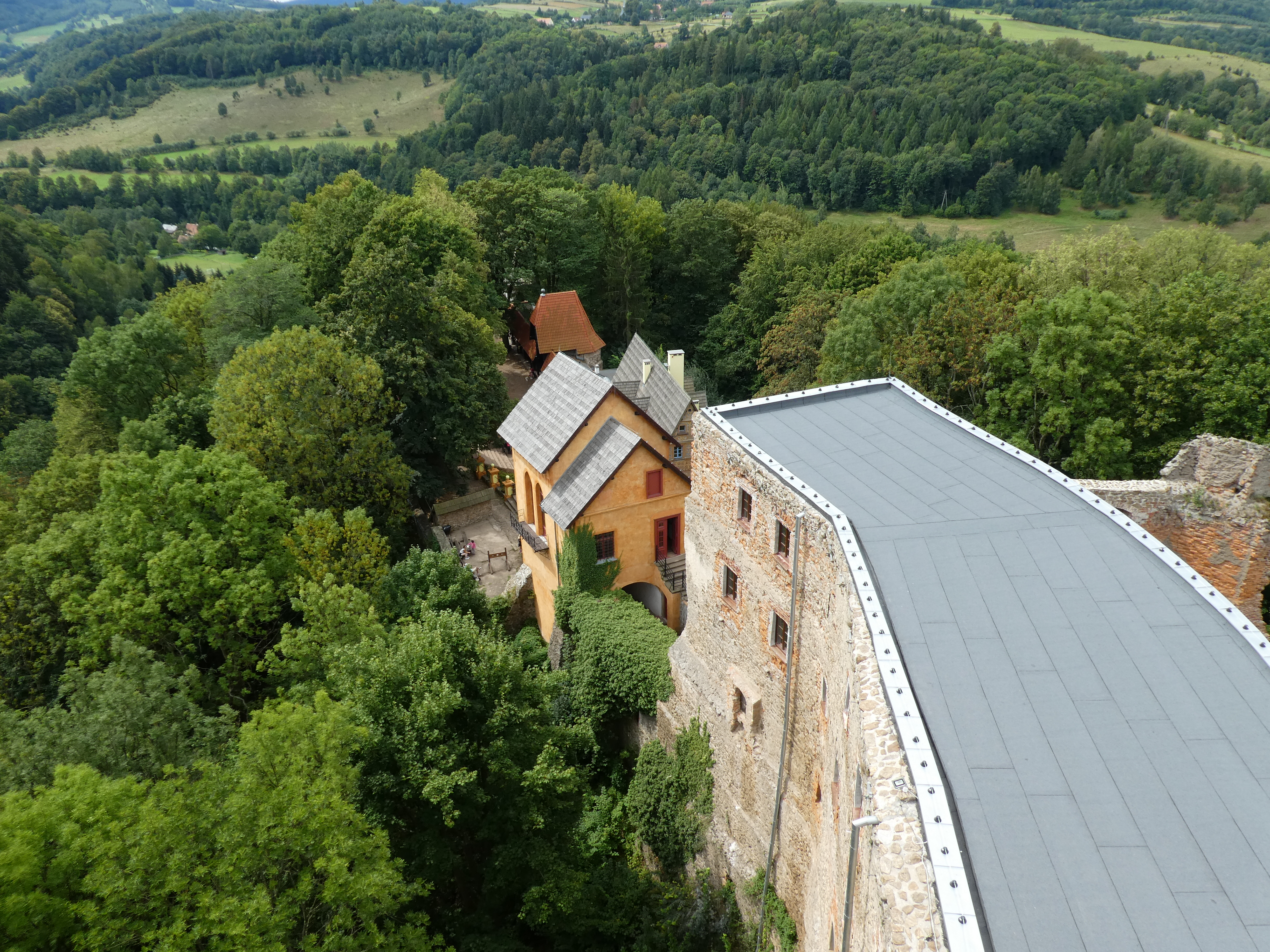